# 464-й военный завод
464-й военный завод (укр. 464 військовий завод) — государственное предприятие военно-промышленного комплекса Украины, которое осуществляет производство и ремонт оборудования и иного военного имущества для обеспечения потребностей вооружённых сил Украины.

## История
После провозглашения независимости Украины, завод был передан в ведение министерства обороны Украины.
При осуществлении конверсии производства, предприятием был освоен выпуск продукции гражданского назначения: оборудования для кафе, баров и ресторанов.
В 1999 году завод был внесён в перечень предприятий военно-промышленного комплекса Украины, освобождённых от уплаты земельного налога (размер заводской территории составлял 4,01 га).
В 2008 году завод осуществлял:
- производство кузовов автомобильных кухонь ПАК-200; изотермических кузовов; хлебных кузовов; прицепных кухонь КП-125, КП-130, КО-75; цистерн для воды ЦВ-4; термосов ТВН-12, ТН-36[1]
- ремонт холодильных шкафов, бытовых холодильников, электрических плит, котлов для варки[1]

После создания в декабре 2010 года государственного концерна «Укроборонпром», в 2011 году завод вошёл в состав концерна.